# Raiz (matemática)

As cinco raízes complexas de

Em matemática, uma raiz ou "zero" da função consiste em determinar os pontos de intersecção do gráfico da função com o eixo das abscissas no plano cartesiano. A função {\displaystyle f} é um elemento {\displaystyle x} no domínio de {\displaystyle f} tal que {\displaystyle f(x)=0}. 
Por exemplo, considere a função:
{\displaystyle f(x)=x^{2}-6x+9}
então {\displaystyle 3} é uma raiz de {\displaystyle f}, porque:
{\displaystyle f(3)=3^{2}-6} × {\displaystyle 3+9=0}
se a função envia números reais em números reais, os seus zeros estão onde o seu gráfico cruza o eixo de {\displaystyle x}. Se {\displaystyle P} é uma função polinomial de uma variável e {\displaystyle a} é uma raiz de {\displaystyle P}, então:
{\displaystyle P(x)=(x-a)^{k}Q(x)}
para algum número natural {\displaystyle k} e alguma função polinomial {\displaystyle Q(x)} tal que {\displaystyle Q(a)} ≠ {\displaystyle 0}. Diz-se então que {\displaystyle a} é uma raiz de multiplicidade {\displaystyle k}; se {\displaystyle k=1}, diz-se que {\displaystyle a} é uma raiz simples. É frequente que se contem as raízes de uma função polinomial com as raízes de multiplicidade {\displaystyle k} contarem como se fossem {\displaystyle k} raízes; chama-se a isto contar as raízes com as respectivas multiplicidades. Considere-se, por exemplo, a função polinomial de R em R definida por:
{\displaystyle P(x)=4x^{6}+8x^{5}+x^{4}-5x^{3}-x^{2}+x}
como se tem:
{\displaystyle P(x)=4(x-1/2)^{2}(x+1)^{3}x}
o número de raízes de {\displaystyle P(x)} contadas com as respectivas multiplicidades é igual a {\displaystyle 6} (a raiz {\displaystyle 0} conta como uma única raiz, a raiz {\displaystyle -1} conta como 3 raízes e a raiz {\displaystyle 1/2} como {\displaystyle 2}).
A palavra raiz também pode referir-se a um número na forma {\displaystyle x^{1/n}} com {\displaystyle n} ∈ N, como a raiz quadrada ou outras raízes de ordem superior (raiz quadrada, raiz cúbica, …).
1. ↑  «Calcule  raízes complexas com O Monitor». omonitor.io. Consultado em 28 de março de 2016
2. ↑  «Confira este exemplo e faça outros com O Monitor». omonitor.io. Consultado em 28 de março de 2016